# Newark Castle (Port Glasgow)

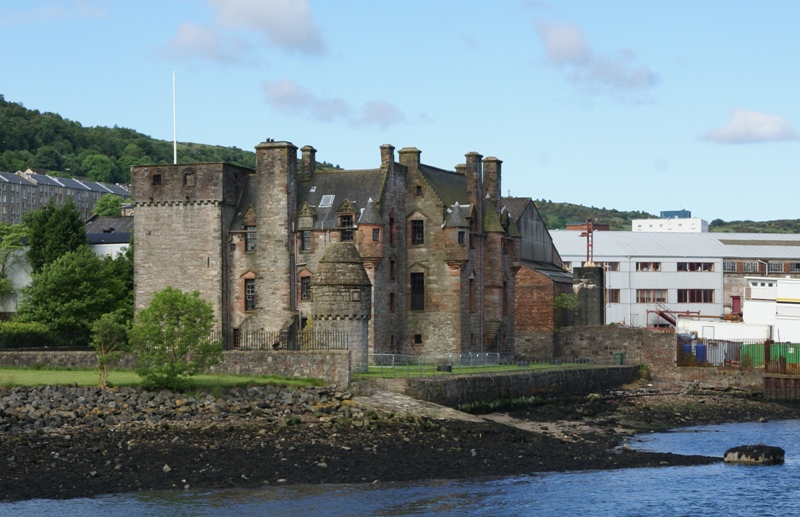
Newark Castle vanuit het noordoosten met links de donjon.

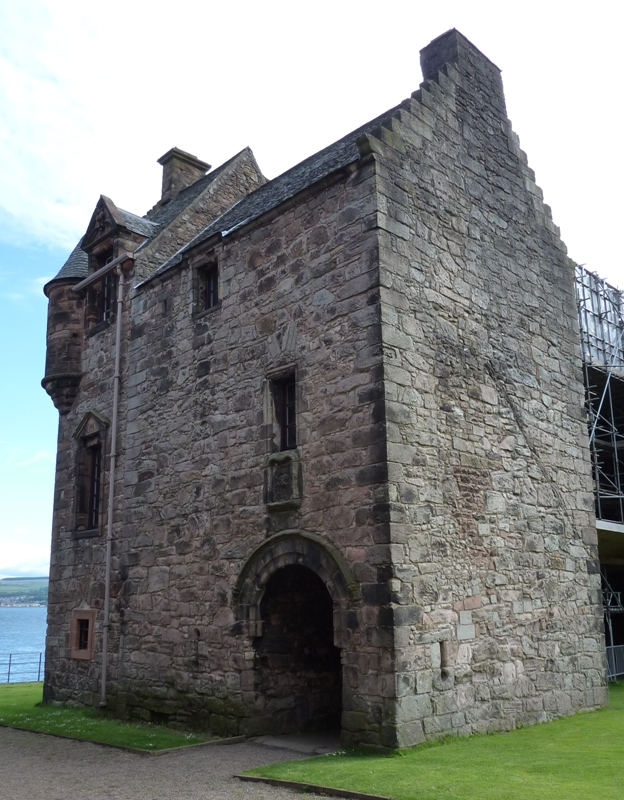
Het vijftiende-eeuwse poortgebouw.

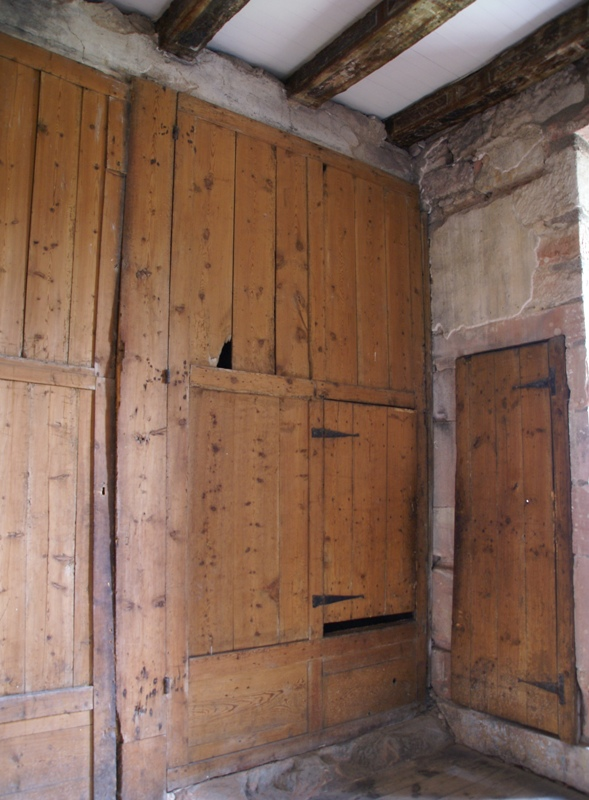
Origineel zestiende-eeuws houtwerk in een slaapkamer.

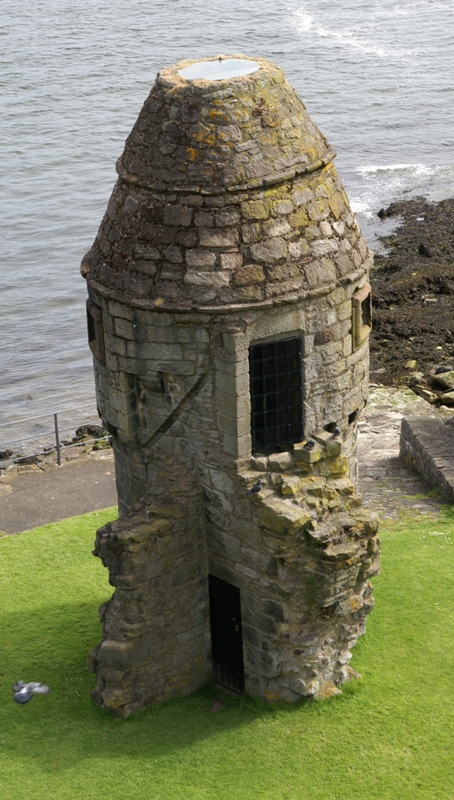
De pigeon tower (duiventoren) maakte in de vijftiende eeuw deel uit van de ommuring.

Newark Castle is een vijftiende-eeuws kasteel, gelegen in Port Glasgow, Renfrewshire in de Schotse regio Inverclyde. Aan het eind van de zestiende eeuw werd het kasteel veranderd in een renaissance-landgoed.

## Geschiedenis

### Vijftiende eeuw
Het land waarop Newark Castle gebouwd werd was tot 1402 eigendom van de familie Denniston of Danielstouns. In 1402 huwde Elizabeth Denniston met Robert Maxwell, van Calderwood in Lanarkshire. Het gebied maakte deel uit van de baronie van Finlaystone.
In 1478 erfde George Maxwell van zijn vader John de baronie. In 1484 stond hij bekend als "of Newwerk and Finlanstone" (van Newwerk en Finlanstone), waaruit blijkt dat hij een nieuw kasteel, oftewel een nieuw werk (new wark), had gebouwd.
In mei 1495 bezocht Jacobus IV van Schotland Newark Castle. De koning verzamelde zijn troepen om ongeregeldheden op de Westelijke Eilanden te bestrijden.

### Zestiende en zeventiende eeuw
De familie Maxwell was een invloedrijke familie in Renfrewshire. De meest beruchte in de lijn van afstammelingen van George Maxwell was Sir Patrick, die in de jaren tachtig van de zestiende eeuw laird werd.
Sir Patrick liet Newark Castle in de jaren negentig veranderen in een renaissance-kasteel; in 1597 was het kasteel klaar. Enkel de toren en het poortgebouw bleven intact. De nadruk lag meer op comfort dan op verdediging.
In 1584 vermoordde hij ten gevolge van een vete laird Montgomery van Skelmorlie bij Largs en diens oudste zoon. Hij werd ook verdacht van de moord op zijn bloedverwant Patrick Maxwell van Stanely Castle bij Paisley.
Sir Patrick was ook gewelddadig ten opzichte van zijn vrouw Lady Margaret Crawford. In 1595 diende zijn moeder reeds een klacht in over zijn gedrag. Na 44 jaar huwelijk en na hem 16 kinderen te hebben gegeven verliet Lady Margaret haar man en ging zij in Dumbarton wonen. Haar eerdere klachten over haar unkind and unnatural husband (onaardige en onnatuurlijke echtgenoot) hadden niet geholpen. In 1632 sloeg Sir Patrick haar in het bijzijn van de dominee en andere gasten zo hard in het gezicht dat ze zes maanden bedlegerig werd. Eenmaal hersteld werd ze door Sir Patrick aangevallen met een zwaard en werd ze opgesloten in haar kamer. Haar zoon en schoondochter die haar wilden helpen, werden uit het huis gezet. Lady Margaret wist uiteindelijk te ontsnappen en klaagde haar man aan. Die wist dankzij zijn invloedrijke relaties, waaronder Jacobus VI van Schotland, een tijd te voorkomen dat de zaak voorkwam. Toen de zaak uiteindelijk in Edinburgh voorkwam, was Sir Patrick te ziek om te reizen en stierf hij voor hij veroordeeld kon worden.
In 1668 kochten de burgers van Glasgow zeven hectare land van George Maxwell van Newark om een nieuwe haven te bouwen. George Maxwell werd koopman. De laatste Maxwell, Sir Patrick, stierf in 1694 en Newark Castle werd verkocht aan William Cochrane van Kilmarnock. Newark Castle werd vanaf dat moment verhuurd. Vervolgens werd het kasteel eigendom van de familie Hamilton.

### Vanaf de achttiende eeuw
In de achttiende eeuw breidde Port Glasgow zich uit; belangrijke industrieën waaronder scheepswerven, vestigden zich er.
Aan het begin van de negentiende eeuw was Newark Castle in handen van Robert Farquar, een bankier uit Londen. Zijn dochter trouwde in 1825 Sir Michael Shaw Stewart en Newark Castle bleef in hun familie totdat het inmiddels tot ruïne verworden kasteel in staatsbeheer werd gegeven in 1909.

## Bouw
Newark Castle staat aan de oostzijde van Port Glasgow en wel aan de zuidzijde van de Clyde en ten noorden van de A8.
Newark Castle heeft een U-vormige plattegrond waarbij de opening van de "u" naar het zuiden wijst. De vleugel die de westzijde van de "u" vormt is korter dan die van de oostzijde.
Aan de westzijde ligt het vijftiende-eeuwse poortgebouw. Naast de ingang bevindt zich een ruimte voor de bewakers. De twee verdiepingen erboven waren ingericht voor de beheerder van het kasteel. Boven de poort bevindt zich het geërodeerde wapen van de familie Maxwell.
De noordelijke vleugel werd aan het eind van de zestiende eeuw gebouwd in renaissance-stijl en diende sinds die tijd als belangrijkste leefruimte van het kasteel.
Op de hoeken bevinden zich erkertorens.
Op de benedenverdieping waren de keuken en de opslagkelders inclusief een wijnkelder. De grote hal en eetkamer bevonden op de eerste verdieping. De hal heeft een haard in renaissance-stijl en naast de deur bevindt zich een waterafvoer waar de gasten hun handen konden wassen. De tweede verdieping was ingericht als galerij en bevatte de kamers van de heer van het kasteel en zijn vrouwe.
In de noordoostelijke hoek van de binnenplaats bevindt zich een toegang tot deze vleugel, waarboven het jaartal 1597 prijkt samen met de inscriptie The blissingis of God be herein (Moge de zegeningen van God hierin zijn).
De oostvleugel werd eveneens aan het eind van de zestiende eeuw gerealiseerd. Hierin bevonden zich de bakkerij, de kamer voor andere leden van de huishouding en voor gasten. Op de eerste verdieping is het houtwerk van een slaapkamer in originele staat bewaard gebleven. Dit houtwerk bestaat uit muurpanelen, kasten en een uitklapbaar bed. Opgeklapt bevindt het bed zich in een kast. Het plafond van de kamer is beschilderd.
De meest zuidelijke punt van de oostvleugel wordt gevormd door de vijftiende-eeuwse donjon. Voor de herinrichting aan het eind van de zestiende eeuw waren in deze toren de grote hal en de slaapkamers van de heer van het kasteel. De toren heeft vier verdiepingen, waarbij de bovenste verdieping oorspronkelijk enkel een borstwering was.
Aan de noordoostzijde van het kasteel staat een duiventil, die in de vijftiende eeuw een ronde toren was die deel uitmaakte van de barmkin wall, de verdedigingsmuur om het kasteel. Aan het eind van de zestiende eeuw werd de toren vermaakt tot pigeon tower (duiventoren). De oorspronkelijk verdedigingsmuur is niet bewaard gebleven.

## Beheer
Newark Castle wordt beheerd door Historic Environment Scotland.